# Goffredo Parise

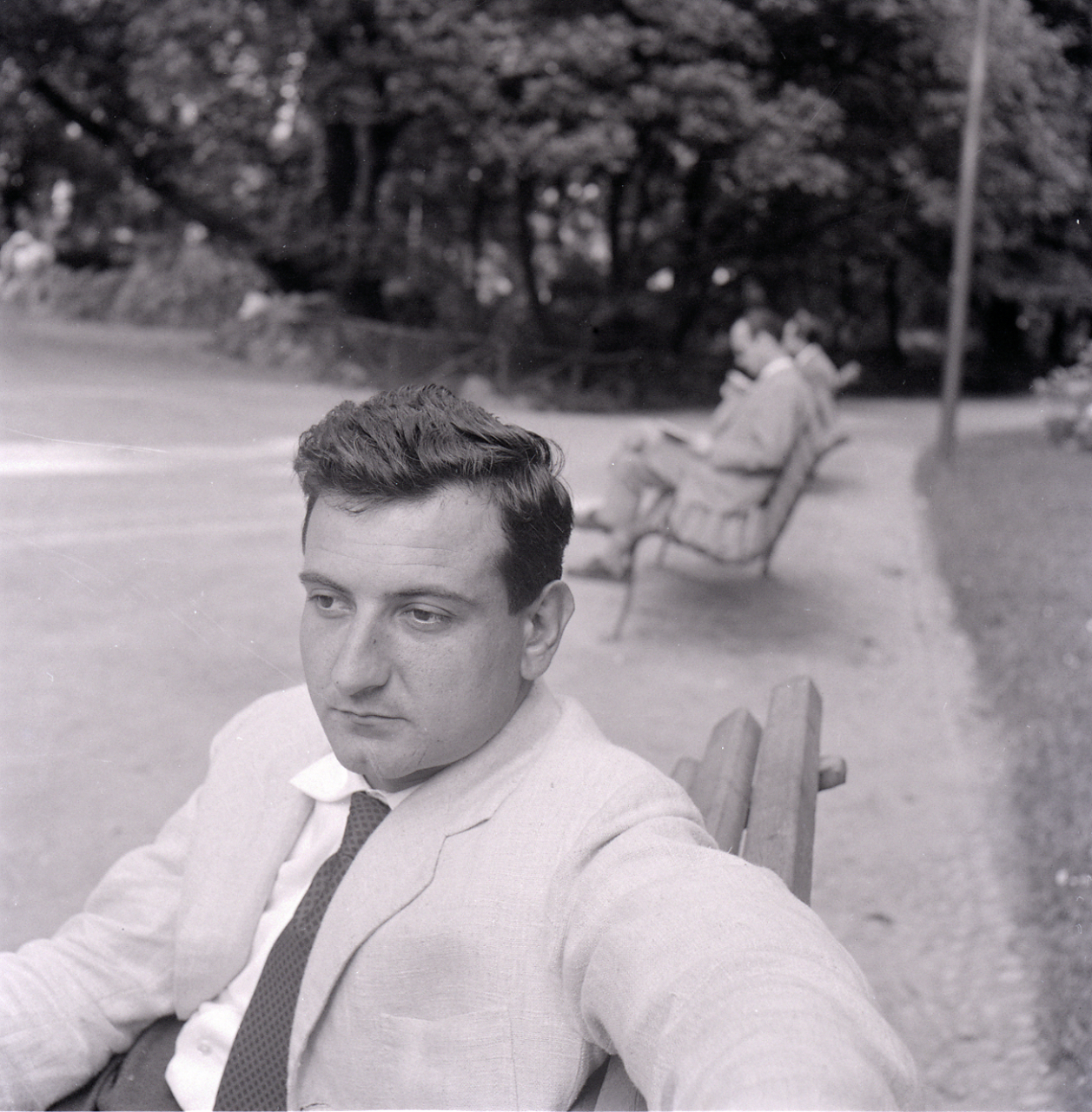
Goffredo Parise (1982), Foto von Paolo Monti

Goffredo Parise (* 8. Dezember 1929 in Vicenza; † 31. August 1986 in Treviso) war ein italienischer Schriftsteller, Drehbuchautor und Journalist.

## Leben
Parise zog nach dem Abitur mit seiner Familie nach Venedig. 1951 wurde sein erster Roman, Il ragazzo morto e le comete, veröffentlicht. In Mailand, wohin er bald darauf zog, arbeitete er als Journalist, vor allem für den Corriere della Sera. In den 1960er Jahren war er als Bühnenbildner tätig, unter anderem bei Filmprojekten der Regisseure Bolognini und Fellini. Der erste Teil seines wohl bekanntesten Buches Alphabet der Gefühle erschien 1972, der zweite im Jahr 1982. Für Reportagen reiste er nach Asien, Amerika und Afrika. Seine letzten Jahre verlebte er in Ponte di Piave in der Provinz Treviso (Venetien).

## Preise und Auszeichnungen
- 1965 – Premio Viareggio
- 1982 – Premio Strega (für Alphabet der Gefühle)

## Werke (Auswahl)
- Die großen Ferien (La grande vacanza, 1953)
- Der schöne Priester (Il prete bello, 1954); dt. auch u.d.T. Die Gassenjungen von Vicenza
- Die Verlobung (Il fidanzamento, 1956)
- Der Chef (Il padrone, 1965)
- Alphabet der Gefühle (Sillabario n. 1, 1972; Sillabario n. 2, 1982); dt. auch u.d.T. Fibel der Gefühle
- L’odore del sangue (dt.: Der Geruch des Blutes, 1979 verfasst, 1997 postum veröffentlicht, 2004 verfilmt mit Fanny Ardant – siehe L’odore del sangue)

## Drehbücher
- 1961: Hörig (Senilità)
- 1962: Boccaccio 70
- 1963: Die Bienenkönigin (Una storia moderna: l'ape regina)
- 1978: Die nackte Bourgeoisie (Ritratto di borghesia in nero)